# Лексура
Лексура (груз. ლექსურა) — село в Грузии, на территории Лентехского муниципалитета края (мхаре) Рача-Лечхуми и Нижняя Сванетия.

## География
Село находится в северной части Грузии, на левом берегу реки Цхенисцкали, на расстоянии приблизительно 0,5 километра (по прямой) к востоку от посёлка городского типа Лентехи, административного центра муниципалитета. Абсолютная высота — 840 метров над уровнем моря.

## Население
По результатам официальной переписи населения 2014 года, в Лексуре проживало 157 человек (72 мужчины и 85 женщин). В национальной структуре населения грузины составляли 100 %.
| Год  | Население, человек |
| ---- | ------------------ |
| 2002 | 46                 |
| 2014 | ↗ 157              |